# John Terry
John George Terry (* 7. Dezember 1980 in Barking, London) ist ein ehemaliger englischer Fußballspieler und heutiger Trainer. Er war als Mannschaftskapitän und Innenverteidiger von 1998 bis 2017 für den FC Chelsea aktiv. Darüber hinaus war er von 2003 bis 2012 englischer Nationalspieler sowie von August 2006 bis Februar 2010 und von März 2011 bis Februar 2012 Mannschaftskapitän der „Three Lions“.

## Karriere als Spieler
Der im Osten Londons in Barking geborene John Terry besuchte die Eastbury Comprehensive School und erlebte seine fußballerisch ersten Schritte bei einem kleinen Verein mit dem Namen Senrab FC. Dort versammelten sich mit Bobby Zamora und Jlloyd Samuel weitere künftige Premier-League-Spieler. Im Alter von 14 Jahren schloss sich Terry der Jugendabteilung des FC Chelsea an. Dabei entwickelte er sich zunächst zu einem robusten Mittelfeldspieler, bis eine Personalnotsituation dafür sorgte, dass er sich auf die Innenverteidigerposition zurückzog, die dann im weiteren Verlauf seiner Karriere zu seiner Stammposition werden sollte.

### FC Chelsea
Als Einwechselspieler debütierte Terry am 28. Oktober 1998 im League Cup gegen Aston Villa (4:1). Im weiteren Verlauf der Saison 1998/99 folgte sein erstes Ligaspiel am 26. Dezember 1998 gegen den FC Southampton (2:0) und in einer FA-Cup-Drittrundenpartie gegen Oldham Athletic am 2. Januar 1999 (2:0) sein erstes Spiel von Beginn an. Dennoch ließ der Durchbruch vorerst noch auf sich warten; im Jahr 2000 wechselte Terry kurzzeitig auf Leihbasis zu Nottingham Forest, um dort Spielpraxis zu sammeln.
Ab November 2000 kam Terry zu immer mehr Spielen beim FC Chelsea und nach 23 Einsätzen in der Startformation wählte ihn der Verein zum Spieler des Jahres. Dabei lag diese frühe Ehrung und auch die später hohe Anerkennung beim FC Chelsea zu großen Teilen im hohen Identifikationsgrad im eigenen Anhang als einziger englischer Topspieler aus der eigenen Jugendabteilung begründet. Seine Entwicklung setzte sich auch in der Saison 2001/02 fort und an der Seite des französischen Nationalspielers Marcel Desailly wurde er zum Stammspieler in der Defensive. Zum Ende der Spielzeit gelang Terry mit dem FC Chelsea der Einzug ins FA-Cup-Endspiel, an dem der junge Verteidiger jedoch aufgrund einer Virusinfektion anfänglich nicht teilnehmen konnte. Erst in der zweiten Halbzeit kam er als Einwechselspieler zum Zuge und beendete die Partie mit einer 0:2-Niederlage gegen den FC Arsenal. Am 5. Dezember 2001 hatte er zuvor in dem Meisterschaftsspiel gegen Charlton Athletic seine Mannschaft erstmals als Kapitän aufs Feld geführt.
In der Frühphase seiner Karriere war Terry gemeinsam mit seinem Mannschaftskameraden Jody Morris und Des Byrne vom FC Wimbledon in einen Vorfall in einem Nachtlokal im Westen Londons verstrickt. Nach einer Prügelei wurde er der Misshandlung und Körperverletzung beschuldigt, später aber von diesen Vorwürfen freigesprochen. Während des Verfahrens war er vom Fußballverband FA jedoch von englischen Auswahlmannschaften suspendiert. Zuvor hatte Terry mit seinen Chelsea-Kollegen Frank Lampard, Jody Morris, Eiður Guðjohnsen und Ex-Mannschaftskamerad Frank Sinclair im September 2001 in einem Hotel in der Nähe des London Heathrow Airport in betrunkenem Zustand wegen der Terroranschläge trauernde US-amerikanische Touristen belästigt; die Strafe in Höhe von zwei Wochengehältern kam einem Fonds für die Opfer des 11. September zugute.

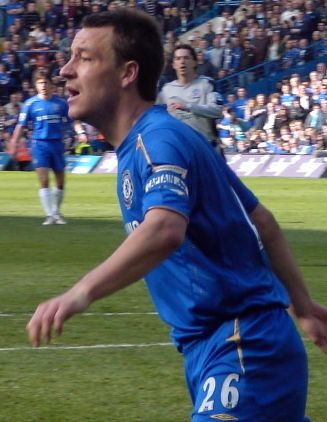
John Terry im Jahr 2006 während eines Spieles gegen den FC Everton an der Stamford Bridge

In der Spielzeit 2003/04 führte der sportliche Aufstieg Terrys dazu, dass ihn Trainer Claudio Ranieri als dauerhaften Stellvertreter für das Kapitänsamt benannte und der junge Spieler die Binde trug, als Desailly pausieren musste. Während der Abwesenheit des Franzosen überzeugte er durch gute Leistungen und bildete vor allem mit William Gallas ein effektives Verteidigerpaar. Nach dem Weggang von Desailly zur Saison 2004/05 ernannte ihn Chelseas neuer Trainer José Mourinho zum Mannschaftskapitän. Mit der Achse um Terry, Lampard, Didier Drogba, Claude Makélélé und Petr Čech gewann das Team mit zwölf Punkten Abstand überlegen die englische Meisterschaft; die Abwehr kassierte in der gesamten Meisterschaftsrunde nur 15 Gegentore. Seine Kollegen aus der englischen Spielervereinigung PFA wählten ihn schließlich zu Englands Fußballer des Jahres („PFA Players’ Player of the Year“). Im gleichen Spieljahr wurde Terry zum besten Verteidiger der Champions League gewählt. Dabei hatte er in der Partie gegen den FC Barcelona einen späten Siegtreffer erzielt; insgesamt gelangen ihm in der Saison acht Tore. Im September 2005 folgte seine Nominierung in die FIFPro-Weltauswahl, die auf einer Wahl von Profifußballern in 40 Ländern basiert. In der anschließenden Spielzeit 2005/06 verteidigte Terry mit dem FC Chelsea die englische Meisterschaft. Ebenfalls musste die Abwehr um den Kapitän Terry wieder nur 22 Gegentore in der Liga hinnehmen und distanzierte den Zweitplatzierten Manchester United um acht Punkte.
Die Saison 2006/07 begann für Terry mit einem Kuriosum, als er am 14. Oktober 2006 im Spiel gegen den FC Reading in der Nachspielzeit für den verletzten Ersatztorhüter Carlo Cudicini einspringen musste, weil dieser nach einer Abwehraktion seine Zunge verschluckt hatte und bewusstlos liegen geblieben war. Am 5. November 2006 erhielt Terry mit einer gelb-roten Karte bei der Niederlage gegen Tottenham Hotspur die erste Hinausstellung in seiner Profikarriere und äußerte sich dabei öffentlich kritisch über Schiedsrichter Graham Poll. Bei dem daraufhin eingeleiteten Verfahren der FA plädierte Terry auf „schuldig“ und musste eine Strafzahlung in Höhe von 10.000 Pfund nebst einer Entschuldigung an Polls Adresse leisten. Die Probleme setzten sich weiter fort, und aufgrund einer Rückenverletzung mit anschließender Bandscheibenoperation setzte Terry zur Jahreswende einige Spiele aus. Sein Comeback feierte er am 3. Februar 2007 gegen Charlton Athletic und stand erstmals nach drei Monaten gegen den FC Middlesbrough wieder über die gesamten 90 Minuten auf dem Spielfeld. Es folgte eine Knöchelverletzung im Champions-League-Achtelfinale gegen den FC Porto, wodurch Terry das Ligapokalfinale zu verpassen drohte. Innerhalb weniger Tage konnte er sich jedoch überraschend schnell wieder einsatzbereit zeigen. Am 25. Februar 2007 erlitt Terry im englischen Ligapokalfinale gegen den FC Arsenal einen weiteren schmerzhaften Rückschlag. Bei dem Versuch, nach einem ausgeführten Eckball ein Flugkopfballtor zu erzielen, traf ihn Abou Diaby mit gestrecktem Fuß und Vollspann am Unterkiefer derart hart, dass er seine Zunge verschluckte und bewusstlos auf den Boden fiel. Während der Fahrt ins Krankenhaus stabilisierte sich sein Zustand wieder. Den späteren 2:1-Sieg seines Teams konnte er aber bereits wieder mitfeiern. Die Saison beendete Terry mit seiner dritten Champions-League-Halbfinalteilnahme innerhalb von vier Jahren. Außerdem absolvierte er mit dem FC Chelsea das erste FA-Cup-Endspiel im neuen Wembley-Stadion, das mit 1:0 n. V. gegen Manchester United gewonnen werden konnte.
Nachdem zum Abschluss der Saison 2006/07 die Verhandlungen über einen neuen Vertrag beim FC Chelsea ins Stocken geraten waren, äußerte Terry mehrfach, dass er den Verein dennoch nicht zu verlassen beabsichtigte. Ende Juli 2007 unterzeichnete er schließlich einen neuen Fünfjahresvertrag mit einem wöchentlichen Salär zwischen 131.000 und 135.000 Pfund, wodurch er zum bestbezahlten Spieler in der Geschichte der Premier League wurde. Das Verletzungsproblem blieb ihm auch in der neuen Saison 2007/08 treu, als er sich nach einem Zweikampf mit Emmanuel Eboué einen dreifachen Fußbruch zuzog und zwei Monate ausfiel. Gleich drei Mal war er danach mit seinem Team in der Spielzeit 2007/08 „zweiter Sieger“. Zunächst verlor er am 24. Februar 2008 gegen Tottenham Hotspur das Ligapokalendspiel mit 1:2, wurde später Vizemeister in der Premier League und am 21. Mai 2008 zur „tragischen Figur“ im Finale der Champions League, als er im Elfmeterschießen einen Strafstoß verschoss, der seinem Team ansonsten den Sieg gebracht hätte – Manchester United gewann das Elfmeterschießen am Ende noch mit 6:5.

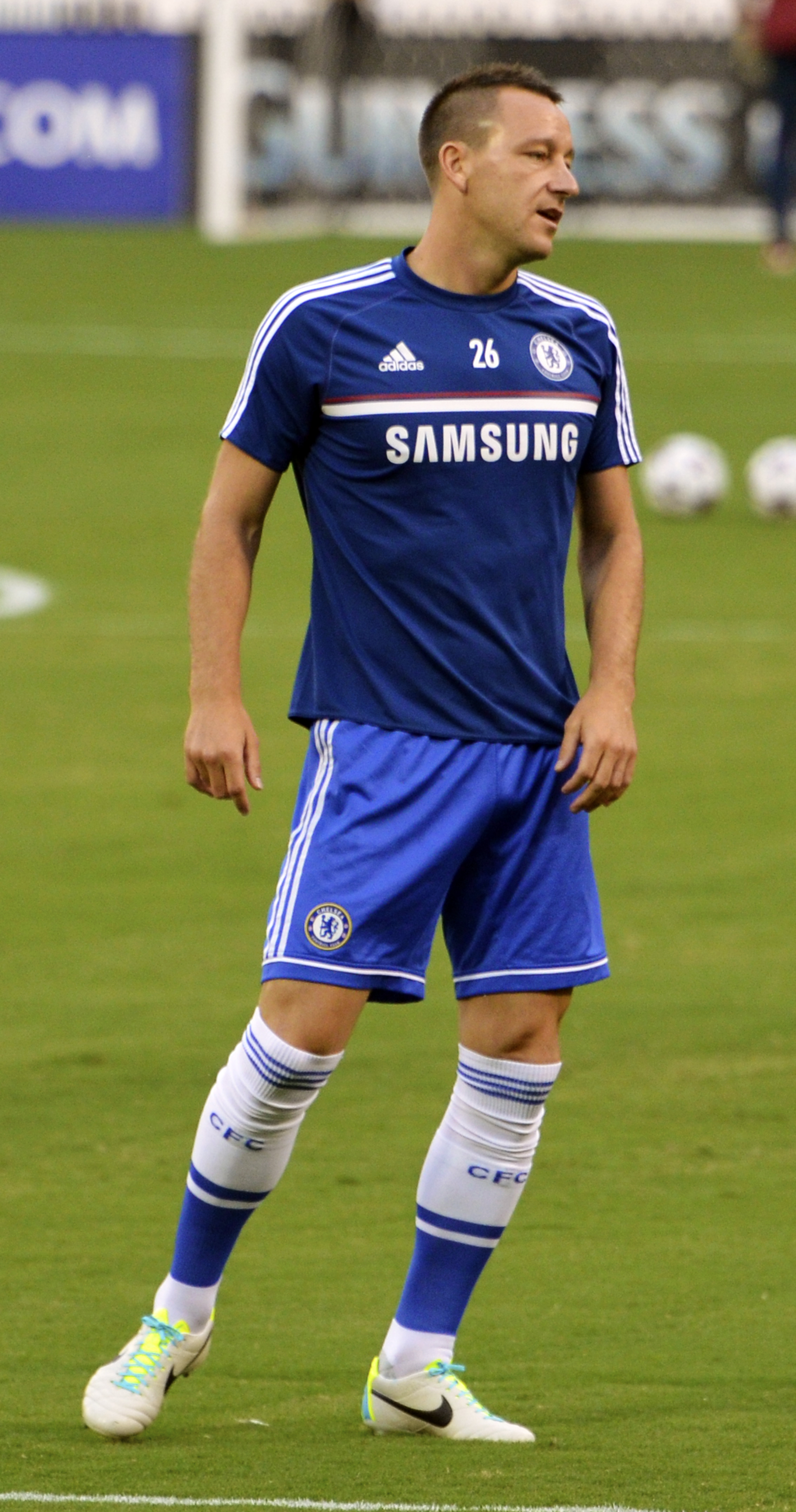
John Terry (2013)

Auch in den beiden folgenden Jahren blieb Terry der Erfolg in der europäischen Eliteklasse verwehrt, aber mit dem FA-Cup-Sieg unter Guus Hiddink 2009 und dem Gewinn des „Doubles“ 2010 unter Carlo Ancelotti kehrte die Achse Čech-Terry-Lampard-Drogba in heimischen Gefilden zu alter Stärke zurück. Zudem erzielte Terry in dieser Zeit einige entscheidende Tore, wie beispielsweise im Champions-League-Heimspiel gegen den AS Rom und am 8. November 2009 gegen den Ligakonkurrenten Manchester United zum 1:0-Endstand. Mit seinem 35. Pflichtspieltor hatte er zudem den fast 50 Jahre alten Vereinsrekord von Peter Sillett gebrochen, der zuvor Chelseas treffsicherster „reiner Abwehrspieler“ gewesen war. Am 19. Mai 2012 gewann der FC Chelsea das Endspiel der UEFA Champions League in München gegen den FC Bayern München mit 5:4 nach Elfmeterschießen. Terry durfte aufgrund einer Sperre nicht mitspielen. Im Halbfinal-Rückspiel beim FC Barcelona sah er wegen einer Tätlichkeit die rote Karte. Auch 2013, als Chelsea im Endspiel der UEFA Europa League in Amsterdam Benfica Lissabon mit 2:1 besiegte, war Terry nicht mit von der Partie. Er litt an einer Bänderverletzung im Knöchel.
Zur Saison 2013/14 absolvierte John Terry sein 400. Ligaspiel für den FC Chelsea. Sein aktueller Vertrag wurde vom Verein am 18. Mai 2016 um eine weitere Saison verlängert.

### Aston Villa
Anfang Juli 2017 unterzeichnete Terry einen Einjahresvertrag beim Zweitligisten Aston Villa. Bereits kurz nachdem er unter Vertrag genommen worden war, wurde er vom Trainer Steve Bruce zum Mannschaftskapitän für die Saison 2017/18 ernannt. Terry erreichte mit Aston Villa das Play-off-Finale um den Aufstieg in die Premier League, durch eine 0:1-Niederlage gegen den FC Fulham im Wembley-Stadion wurde dieser aber knapp verpasst und er verließ den Klub im Anschluss. Nachdem er in den folgenden Monaten ohne Klub geblieben war – im September hatte er ein Angebot des russischen Klubs Spartak Moskau ausgeschlagen – beendete er Anfang Oktober 2018 offiziell seine Profilaufbahn.

### Englische Nationalmannschaft

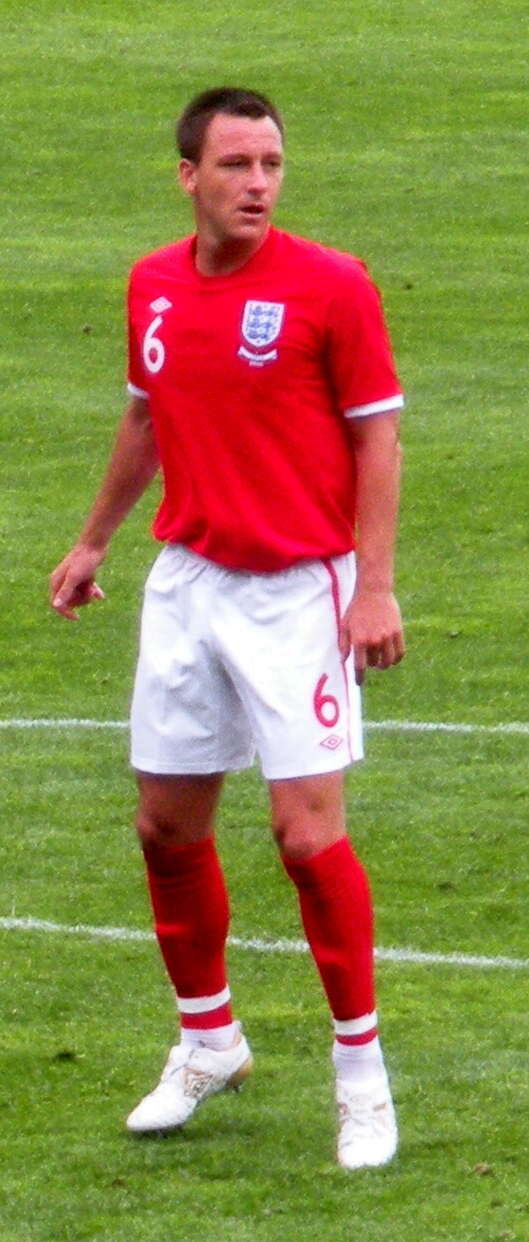
John Terry im Trikot des englischen Nationalteams (2010)

In der englischen Nationalmannschaft kam Terry am 3. Juni 2003 im Freundschaftsspiel gegen Serbien und Montenegro das erste Mal zum Einsatz. Sein Pflichtspieldebüt absolvierte er am 6. September 2003 beim EM-Qualifikationsspiel gegen Mazedonien, und zur Euro 2004 in Portugal wurde er in den englischen Kader berufen. Nach der 1:2-Auftaktniederlage gegen Titelverteidiger Frankreich absolvierte Terry die anschließenden beiden Gruppenpartien gegen die Schweiz und Kroatien und war auch im Viertelfinale gegen Gastgeber Portugal mit dabei. Trotz eines verwandelten Strafstoßes von Terry verlor England dort nach Elfmeterschießen.
Seinen Platz in der englischen Nationalmannschaft festigte er fortan, und seine Nominierung für die WM 2006 in Deutschland war angesichts seines sportlichen Höhenflugs beim FC Chelsea nur eine Formalie. Am 30. Mai 2006 erzielte er in einem Testspiel gegen Ungarn sein erstes Länderspieltor, und trotz einer Verletzung in einer weiteren Vorbereitungspartie gegen Jamaika stand er rechtzeitig im Turnier selbst beim ersten Spiel gegen Paraguay (1:0) wieder zur Verfügung. Beim Spiel gegen Trinidad und Tobago (2:0) wehrte Terry beim Stand von 0:0 einen Kopfball von Stern John für seinen schon geschlagenen Torhüter Paul Robinson auf der Linie ab. Im Viertelfinale scheiterte sein Team erneut an der portugiesischen Auswahl im Elfmeterschießen. In einer insgesamt unter ihren Erwartungen gebliebenen englischen Mannschaft war Terry einer der wenigen Leistungsträger, was durch seine Wahl als einzigem englischen Spieler in das All-Star-Team des Turniers dokumentiert wurde.
Am 10. August 2006 wurde Terry von Englands neuem Trainer Steve McClaren als Nachfolger von David Beckham zum Mannschaftskapitän der Nationalelf ernannt. Bereits bei seinem ersten Spiel als neuer Kapitän erzielte er beim Freundschaftsspiel gegen Griechenland seinen ersten Treffer für England. Die Qualifikation für die Euro 2008 entwickelte sich jedoch enttäuschend und das englische Team verpasste erstmals nach 1994 wieder ein großes Endrundenturnier. Terry hatte dabei die „volle Verantwortung“ für ein eventuelles Scheitern auf sich genommen. Einer der wenigen Höhepunkte während dieser Zeit war sein Tor zum 1:1 im Freundschaftsspiel gegen Brasilien im neuen Wembley-Stadion. Im Februar 2010 wurde Terry von McClaren-Nachfolger Fabio Capello als Mannschaftskapitän abgesetzt.
Am 20. März 2011 wurde Terry wieder zum Kapitän ernannt, da sein Vorgänger Rio Ferdinand verletzungsbedingt diese Aufgabe nur selten ausführen konnte. Im Februar 2012 musste er auf Veranlassung des Verbandes sein Kapitänsamt wegen gegen ihn erhobener Vorwürfe von Rassismus gegen Anton Ferdinand abgeben. Nationaltrainer Fabio Capello reagierte auf die eigenmächtige Entscheidung des englischen Verbandes mit seinem Rücktritt. Mitte Juli 2012 wurde Terry gerichtlich von den Rassismusvorwürfen gegen Anton Ferdinand freigesprochen. Zwei Wochen später ermittelte der englische Fußballverband FA erneut gegen Terry wegen des Rassismusvorwurfs gegen Ferdinand, dennoch blieb er weiterhin spielberechtigt. Terry hatte bis zum 3. August 2012 Zeit, eine Stellungnahme abzugeben.
Am 23. September 2012 beendete Terry seine Nationalmannschaftskarriere.

## Karriere als Trainer
Am 11. Oktober 2018 – wenige Tage, nachdem er seine Spielerkarriere für beendet erklärt hatte – wurde Terry Co-Trainer des ebenfalls neu verpflichteten Cheftrainers Dean Smith beim Zweitligisten Aston Villa, für den er bis zum Ende der Vorsaison zuletzt als Spieler aktiv gewesen war. Gemeinsam mit Smith wurde Terry am 10. April 2023 als dessen Assistenztrainer von Leicester City verpflichtet.

## Titel und Auszeichnungen

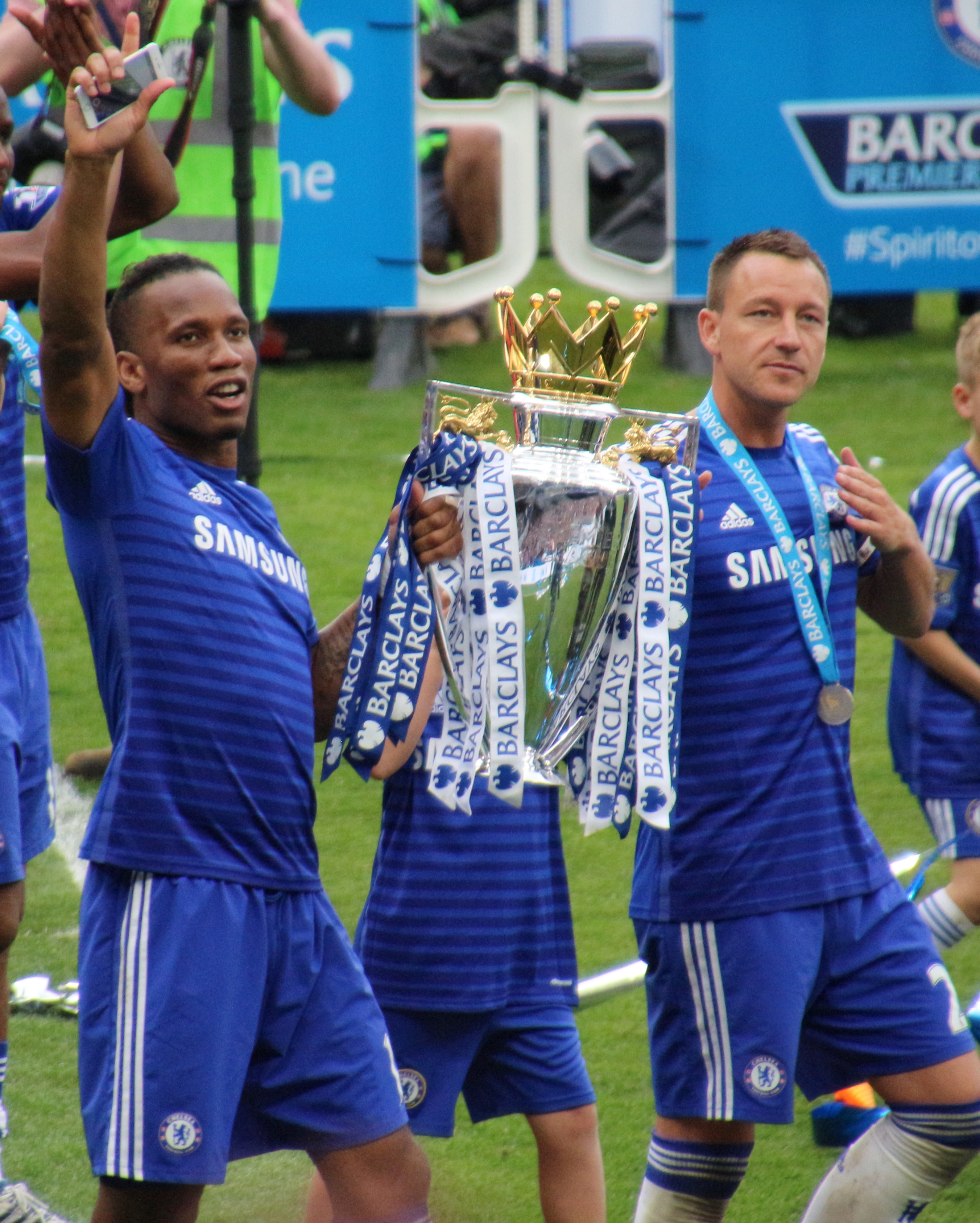
John Terry (rechts) mit dem Meisterpokal und Didier Drogba (2015)

Terry gewann in seiner Karriere alle Titel mit dem FC Chelsea.
International
- Champions-League-Sieger: 2012
- Europa-League-Sieger: 2013

England
- Meister (5): 2005, 2006, 2010, 2015, 2017
- Pokalsieger (5): 2000, 2007, 2009, 2010, 2012
- Ligapokalsieger (3): 2005, 2007, 2015
- Supercupsieger (2): 2005, 2009

Auszeichnungen
- Hall of Fame der Premier League: 2024
- UEFA Club Football Awards Verteidiger des Jahres: 2005, 2008, 2009
- UEFA Team of the Year: 2005, 2007, 2008, 2009
- FIFA/FIFPro World XI: 2005, 2006, 2007, 2008, 2009
- PFA Team of the Year: 2004, 2005, 2006, 2015
- All-Star-Team der Fußball-Weltmeisterschaft 2006
- Englands Fußballer des Jahres: 2005
- Englands Fußballer des Monats: Januar 2005
- Chelsea Player of the Year: 2001, 2006
- Chelsea Young Player of the Year: 1998
- Chelsea Special Commitment Award: 2009
- Chairman’s Award: 2002

Terry wurde mehrfach ausgezeichnet, darunter in der Spielzeit 2004/05 als bester Verteidiger der Champions League. Ebenfalls im Jahr 2005 wurde er von seinen Kollegen der Spielervereinigung PFA zu Englands Fußballer des Jahres gewählt; zudem war er Bestandteil des UEFA Team of the Year und FIFPro-Weltauswahl. Bei der WM 2006 in Deutschland war er der einzige englische Spieler im Allstar-Team des Turniers.

## Familie
Sein älterer Bruder Paul Terry war ebenfalls Fußballprofi, spielte jedoch im Gegensatz zu John nur für unterklassige Profimannschaften.